# Arkadiusz Kułynycz
Arkadiusz Marcin Kułynycz (26 de diciembre de 1992) es un deportista polaco que compite en lucha grecorromana.
Ganó una medalla de bronce en el Campeonato Mundial de Lucha de 2021, en la categoría de 87 kg. En los Juegos Europeos de Minsk 2019 obtuvo una medalla de bronce en la misma categoría.

## Palmarés internacional
| Campeonato Mundial | Campeonato Mundial  | Campeonato Mundial | Campeonato Mundial |
| Año                | Lugar               | Medalla            | Categoría          |
| ------------------ | ------------------- | ------------------ | ------------------ |
| 2021               | Oslo (Noruega)      | Medalla de bronce  | 87 kg              |
| Juegos Europeos    |                     |                    |                    |
| Año                | Lugar               | Medalla            | Categoría          |
| 2019               | Minsk (Bielorrusia) | Medalla de bronce  | 87 kg              |